# Шафиков, Ришат Римзович
Риша́т Ри́мзович Ша́фиков (23 января 1970, Челябинск, СССР) — российский легкоатлет, участник Олимпийских игр. Мастер спорта международного класса.

## Карьера
Тренировался под руководством Анатолия Леонидовича Боярчука и Ивана Иосифовича Гергенрейдера.
Бронзовый призер чемпионата Европы по легкой атлетике среди юниоров 1989 года в ходьбе на 10 километров.
Завоевал серебряную медаль на чемпионате СССР по легкой атлетике в закрытых помещениях 1990 года, дистанция 5 километров.
На Олимпийских играх 1996 года Шафиков участвовал в ходьбе на 20 километров, занял 5-е место.
После завершения карьеры работал преподавателем в УралГУФКе на кафедре теории и методики легкой атлетики.